# Metachromadora obesa
Metachromadora obesa är en rundmaskart som beskrevs av Benjamin G. Chitwood 1936. Metachromadora obesa ingår i släktet Metachromadora och familjen Desmodoridae. Inga underarter finns listade i Catalogue of Life.